# Alta Floresta (kommun)
Alta Floresta är en kommun i Brasilien.   Den ligger i delstaten Mato Grosso, i den centrala delen av landet, 1 100 km nordväst om huvudstaden Brasília. Antalet invånare är 49 233.
Följande samhällen finns i Alta Floresta:
- Alta Floresta

Omgivningarna runt Alta Floresta är huvudsakligen savann. Runt Alta Floresta är det mycket glesbefolkat, med 5 invånare per kvadratkilometer.